# Поньяно
Поньяно (італ. Pognano) — муніципалітет в Італії, у регіоні Ломбардія,  провінція Бергамо.
Поньяно розташоване на відстані близько 470 км на північний захід від Рима, 38 км на схід від Мілана, 13 км на південь від Бергамо.
Населення — 1608 осіб (2014).
Щорічний фестиваль відбувається 8 грудня. Покровитель — san Carlo Borromeo.

## Демографія
Населення за роками:

Станом на 1 січня 2023 року в муніципалітеті офіційно проживало 140 іноземців з 24 країн, серед них 18 громадян країн Євросоюзу та 4 громадяни України.

## Сусідні муніципалітети
- Арчене
- Лурано
- Спірано
- Верделло